# Baross út (Győr)
A Baross út Győr egyik legforgalmasabb útvonala, a Káptalandomb déli peremétől észak déli irányban átszeli a Belvárost, majd a vasút felett átívelő Baross hídon keresztülhaladva Nádorvárosban folytatódik, ahol egészen a Szigethy Attila útig tart. Az út belvárosi szakasza a város legjelentősebb sétálóutcája számos üzlettel, étteremmel. A vasúttól délre eső rész pedig Nádorváros egyik legfontosabb forgalmi tengelye.

## Kis Baross út

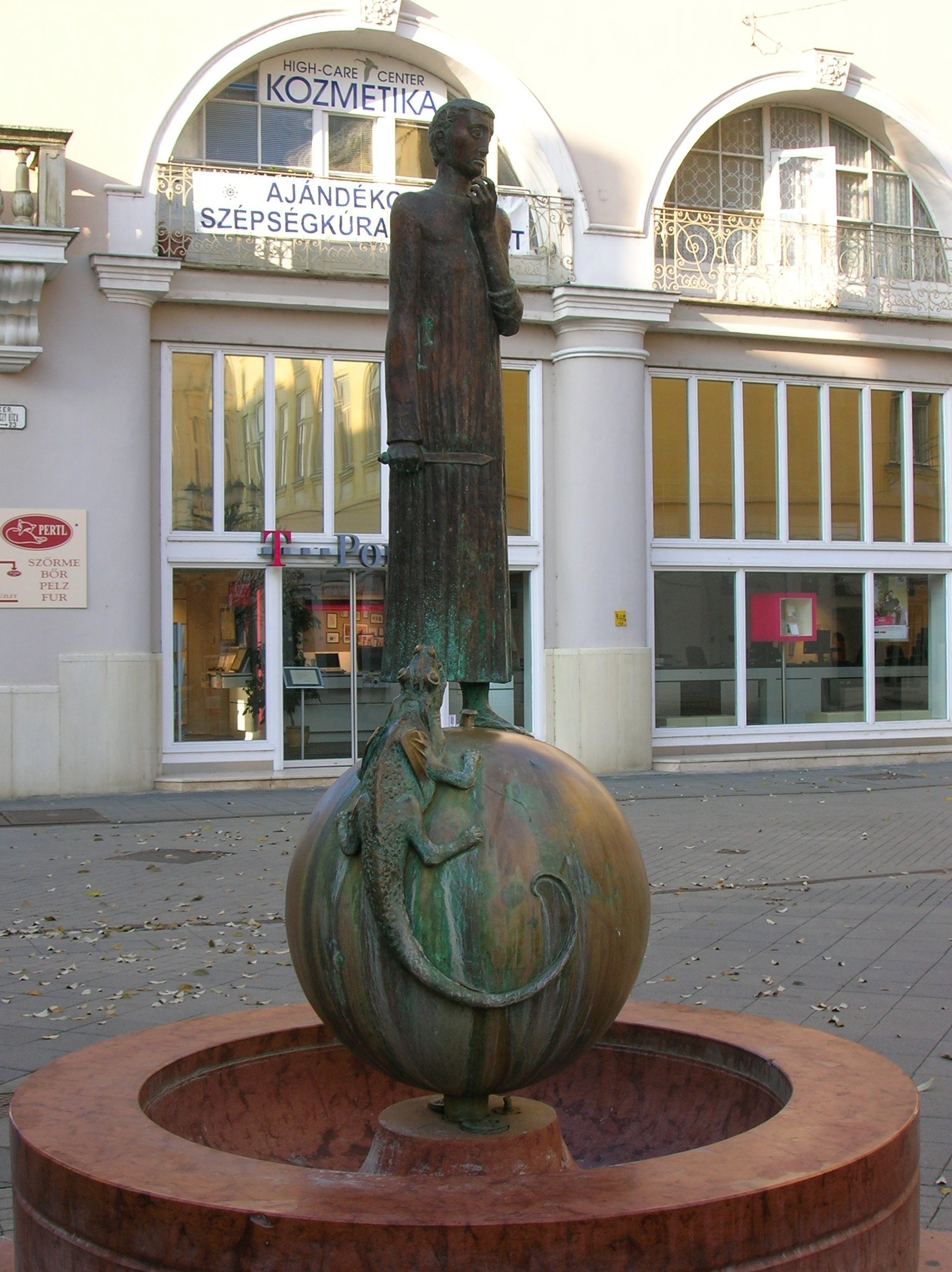
Szent György-szobor

A Baross út legészakibb Király utca és Kazinczy utca közti keskeny, macskaköves szakaszát Kis Baross út néven emlegetik. Az út azon a ponton indul, ahol a Káptalandombról dél felé levezető keleti Lépcső köz a Király utcáig leér. A Király utca délkeleti sarkán az egykori Fekete Sas Fogadó barokk épülete áll. 

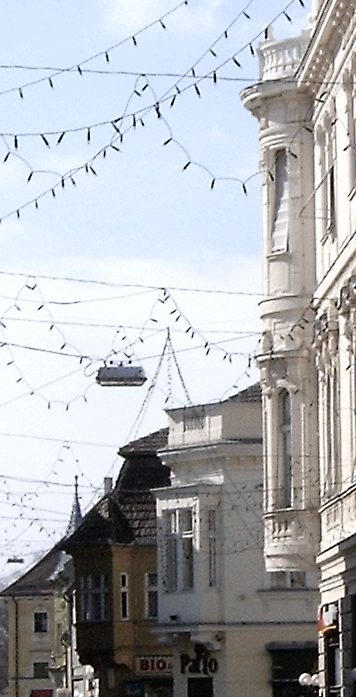
Sarokerkélyek a Baross út és a Kisfaludy utca sarkán

A Baross út 3. szám alatti épület klasszicista stílusú műemlék. A következő jelentősebb épület a monumentális, klasszicista Krausz-ház, melyben a Kisfaludy Károly Megyei Könyvtár működik, az épület földszintjén, a Kazinczy utcai sarkon található a Városi Gyógyszertár. A Kazinczy utcai csomópontnál az utca közepén szép Szent György-szobor látható.

## A Baross út Kazinczy és Arany János utcák közti szakasza
A Kazinczy utca és Arany János utca közti rész a Baross út legszélesebb szakasza. Méretei a középkori városkapu belső oldalánál fekvő tér emlékét őrzik. Az utca nyugati oldalát főleg 19. századi romantikus épületek keretezik, de a Kisfaludy utca sarkán lévő épület 18. századi eredetű barokk stílusú, zárt sarokerkéllyel. Közvetlenül mellette, kicsit beljebb a Kisfaludy utcában szintén egy gyönyörű sarokerkélyes épület látható. Az utca nyugati oldalán szintén 19. századi épületek sorakoznak, melyek közül a Csillag köz és a Kisfaludy utca közti tömböt elfoglaló nagyvárosias palota a legszebb látnivaló.

## A Baross út Arany János utca és Bajcsy-Zsilinszky út közti szakasza

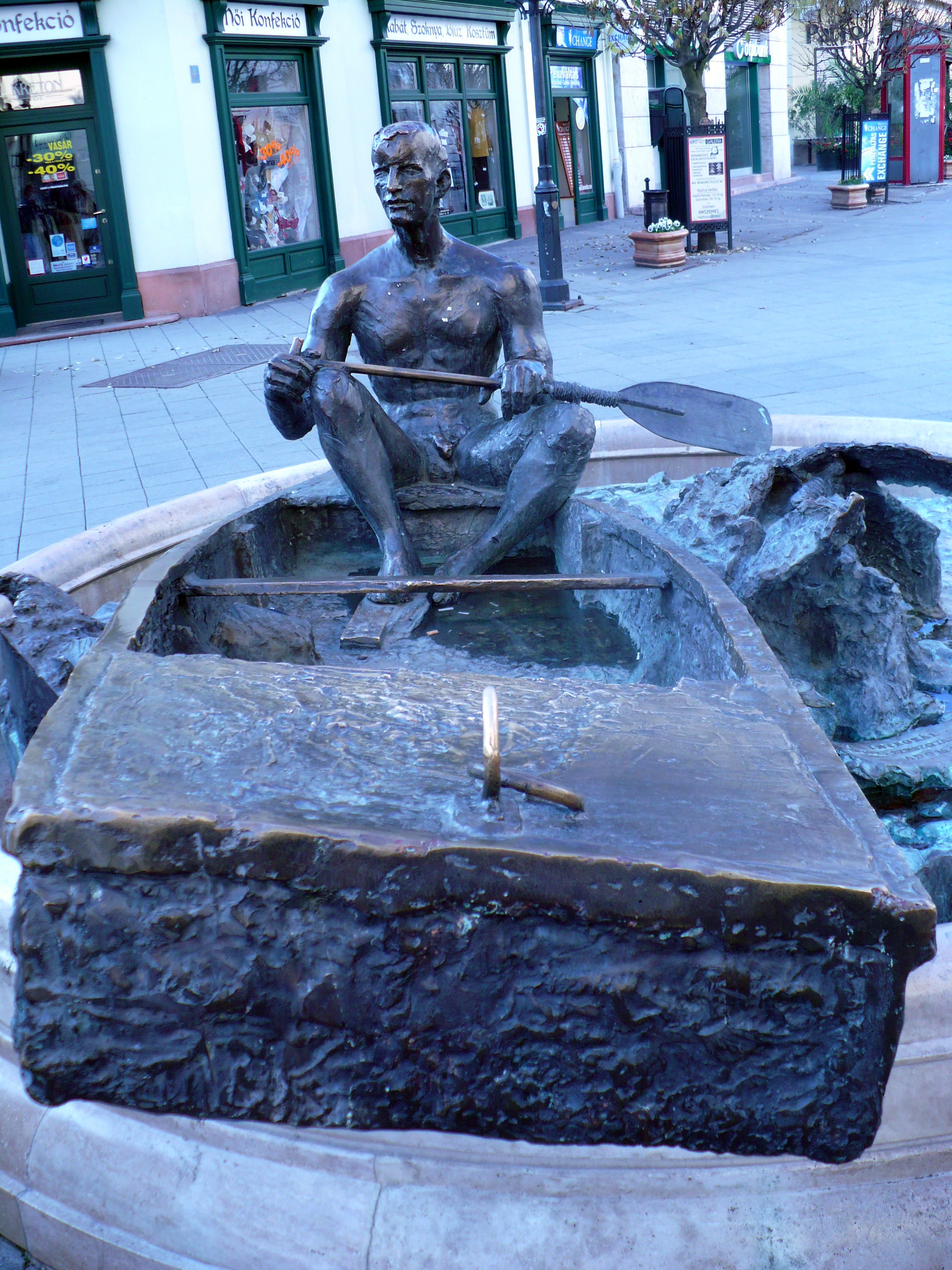
Csónakos szobor

Az Arany János utcai csomópontban az 1954-es árvíz emléke, a csónakos szobor látható. A csomópontot három gyönyörű sarokerkély teszi változatossá. A nyugati oldalon lévők két egyemeletes, romantikus házhoz tartoznak. A délkeleten lévő kétemeletes sarokerkélyes épületet az egykori győri tűztoronyhoz címezték, ami az egykor itt állt Fehérvári-kapu tetején állt, és 1896-ban sokak által vitatottan lebontották. A ház falán látható az egykori tűztorony képe, a Baross úton pedig vörös téglák jelzik az útburkolaton az egykori Fehérvári-kapu helyét.

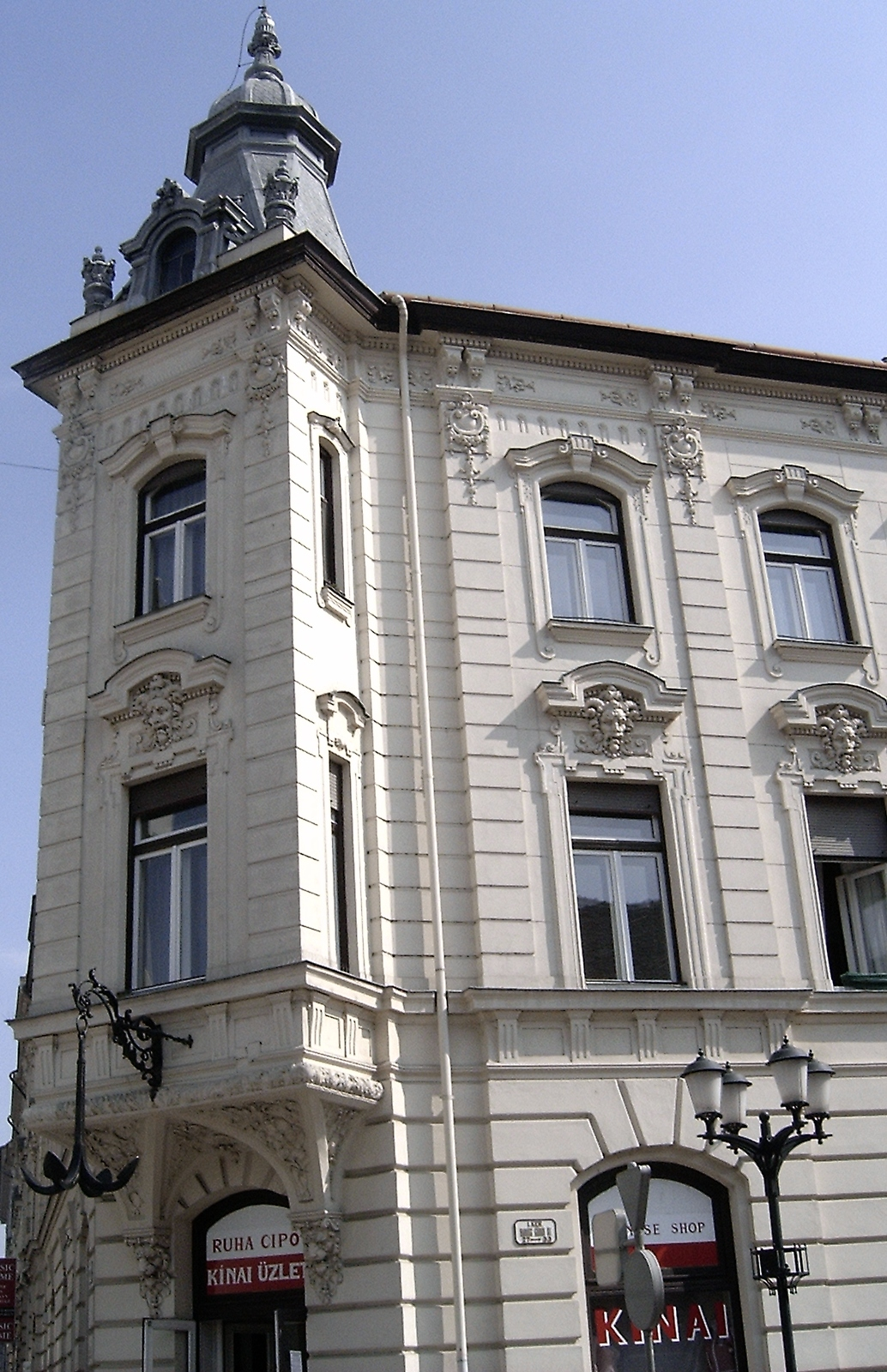
A Vasmacska-ház

Az Arany János utca és Bajcsy-Zsilinszky út közti útszakaszon is számos éttermet, fagyizót, cukrászdát találunk. A keleti oldalon található egyik épület udvarán  átjáró vezet a Győri Nemzeti Színház épületéhez. A keleti oldalon a következő, a Bajcsy-Zsilinszky út északkeleti sarkán álló kétemeletes épület sarokerkélye érdemel figyelmet.

## A Baross út Bajcsy-Zsilinszky út és Árpád út közti szakasza
A Bajcsy-Zsilinszky út délnyugati sarkán egy szép, kétemeletes sarokerkélyes épület az erkélyről lelógó vasmacskával hívja fel magára a figyelmet. A Bajcsy-Zsilinszky úti csomópontnál található a Kőcsiga-szökőkút. A Baross út Bajcsy-Zsilinszky út és Árpád út közti szakaszát egyemeletes, romantikus épületek határolják, harmonikus utcaképet adva. Az Árpád út északnyugati sarkán álló épületen Árpád fejedelemmé választását ábrázoló dombormű érdemel figyelmet.

## Városház tér és Baross híd

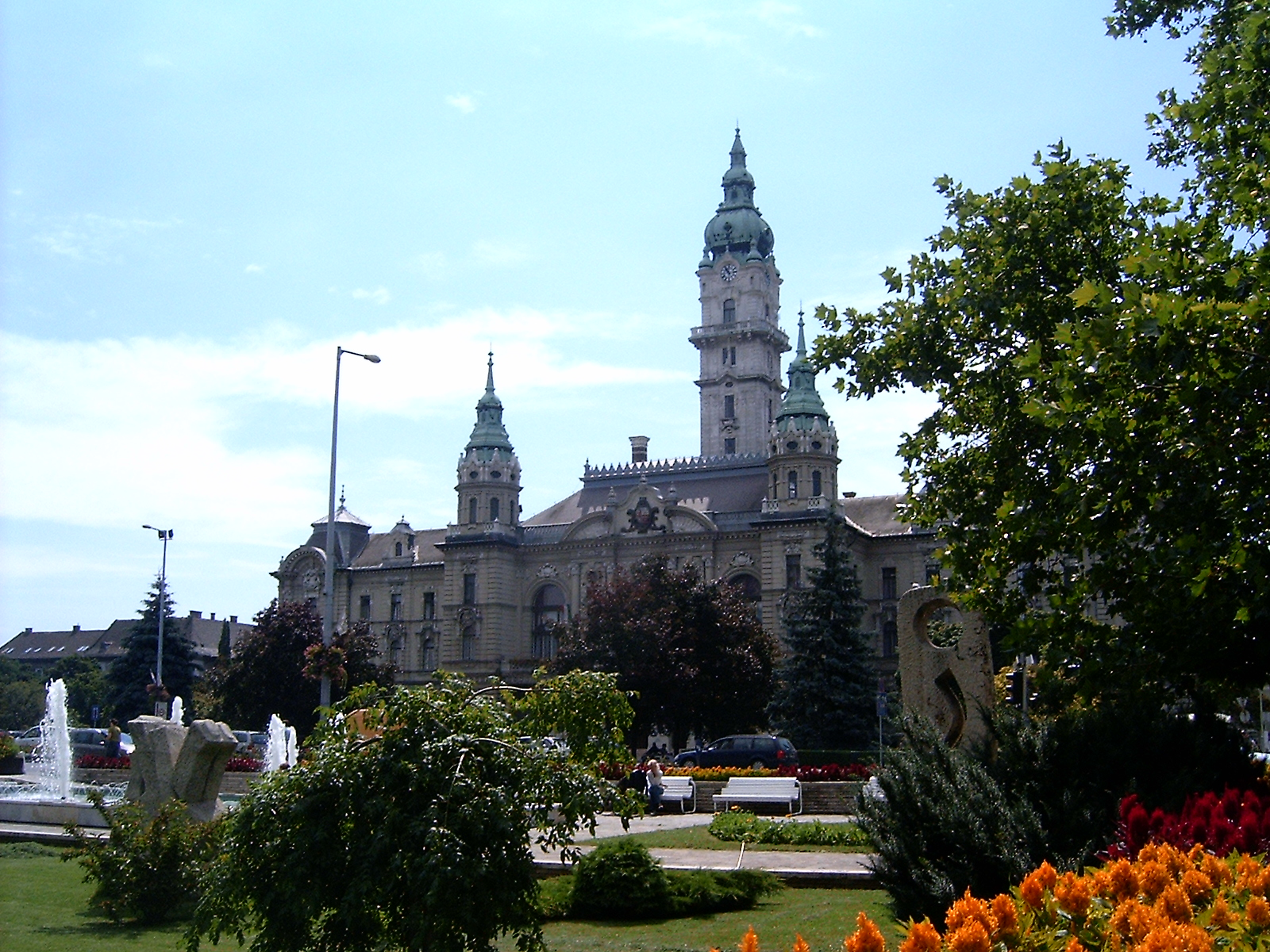
A városháza

Az Árpád úti csomópont után az út néhány lépés után a Városház térre vezet, az utat balról az egykori Royal Hotel, ma Rába Szálló épülete határolja. A szálloda Baross út felőli oldalán szép zárt erkély található. Jobbra a Megyeháza 1971-ben épült modern üvegépülete áll. Ma itt található a Nyugat-Dunántúli Regionális Közigazgatási Hivatal székhelye. A Városház tér déli oldalán a monumentális neobarokk Városháza áll, mellette a tér nyugati oldalán kupolás 19. század végi neobarokk épületek sorakoznak. A Baross út itt keresztezi Győr legforgalmasabb útját, a Szent István utat. Ez a város legforgalmasabb pontja. Számtalan helyi autóbuszjáratnak van a tér különböző részein, vagy a környékén megállója. A Szent István út csomópontjától ível át a 19. század végén emelt Baross híd a vasút felett Nádorvárosba. A belvárosi hídfőtől keletre közel egy kilométer hosszú park, a Bisinger sétány húzódik, mely az egykori Vásártér helyén jött létre. Közvetlenül a hídfőnél található a Hármas halom emlékmű, mögötte pedig a Trianon emlékmű. A Baross híd nádorvárosi hídfője mellett, a Hunyadi utcában található a távolsági autóbusz-pályaudvar.

## Külső Baross út

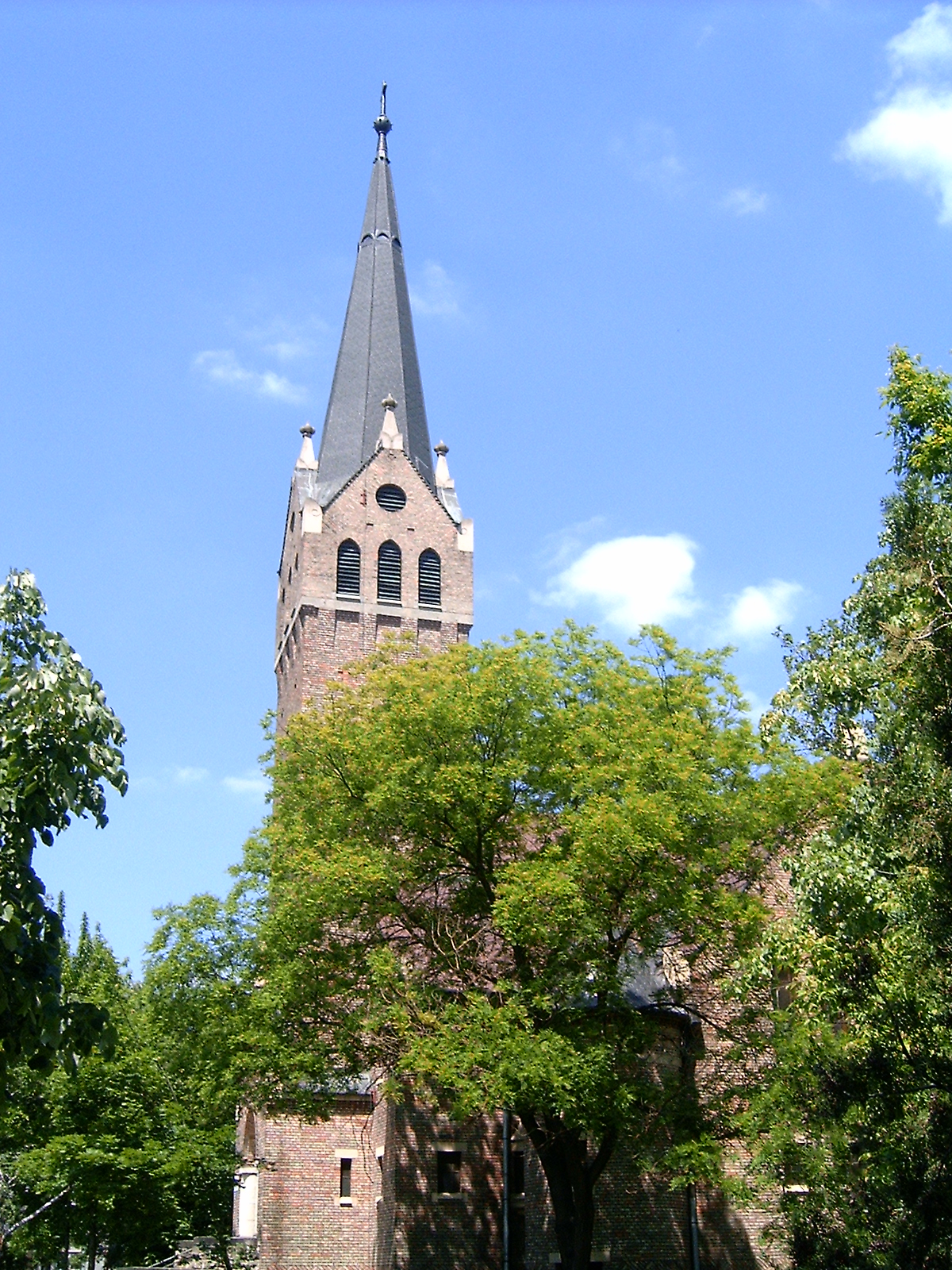
A nádorvárosi evangélikus templom

A Baross út nádorvárosi szakaszát Külső Baross útként emlegetik, ez a kerület legforgalmasabb útjainak egyike. A nyugati oldalon a Hunyadi és Wesselényi utcák közti szakaszon állnak a Frigyes Laktanya pavilonos elrendezésű épületei, többségük nagyon rossz állapotban. Egyelőre csak a komplexum legjelentősebb műemléki értékű épületének, az egykori Tiszti Kaszinónak a felújítása történt meg. A Baross út további szakaszát a Nádorvárosra oly jellemző villák határolják. A Wesselényi utca délkeleti sarkán a Gárdonyi Géza Általános Iskola, a délnyugatin a Nádorvárosi Gyógyszertár épületei láthatók. A Petz Aladár utcától egészen a Szigethy Attila útig húzódnak a keleti oldalon a 19. század végén épült kórház pavilonos elrendeződésben épült eklektikus és szecessziós épületei. Az épület egykori, díszes főbejárata a Petz Aladár utcában található, a jelenlegi bejárat a Zrínyi utcai oldalon van. A Herman Ottó utca sarkán kis parkosított térség közepén áll a Nádorvárosi evangélikus templom szép, fakupolával fedett téglaépülete, amely 1944-ben épült. A Szigethy Attila úti csomóponttól délre a Baross út folytatása a Nagy Imre út, ami a Nádorvárosi Köztemetőig vezet.